# Анрі де Ла Рошжаклен
Анрі де Ла Рошжаклен  (фр. Henri de La Rochejaquelein; 30 серпня 1772, Молеон — 28 січня 1794, Нюає)—  герой французького правого опору, якого називали Ахіллесом Вандеї та Архангелом контрреволюції.

## Біографія
Народився 30 вересня 1772 року. Походив зі старовинного французького роду де Ла Рошжакленів. Представники його родини бились пліч о пліч з легендарним королем хрестоносцем Людовіком Святим. Ще на декілька сторіч пізніше ця аристократична родина активно підтримувала  короля Генріха IV — рятівника Франції та засновника Бурбонської гілки династії Капетингів. З дитинства юний Анрі отримав воїнське виховання. Його батько готував його з братами до воїнського служіння королю та Франції і вони в повній мірі виправдали його надію. Коли Анрі було 17 років, у країні спалахнула Французька революція. Він негайно відбув до Парижа де приєднався до таємного товариства крайньо-правих аристократів, що ставили своєю метою захист королівської родини та протидію заколотникам. Хлопчина опинився в загрозливій атмосфері інтриг, заколотів та атентатів. З 1789 по 1792 роки в цій нерівній боротьбі завершилось формування характеру цього героя правого опору.
У 1792 році монархію було повалено, а короля заарештовано. Французи втратили залишки своєї національної державності. Анрі в той день перебував у Парижі і намагався захистити королівську родину, а коли це не вдалось — негайно відправився на батьківщину — у Вандею. Його метою було підняти народні маси на визвольну боротьбу. Масонська революція принесла народу Франції голод, абсурдну братовбивчу війну з іншими європейськими народами, позбавлення соціальних прав та глумління над релігійними почуттями. Останньою краплею стала страта короля Людовіка XVI та початок революційного терору, а по суті — прямого геноциду французької нації.
Навесні 1793 року натовп доведених до відчаю селян зібрався навколо родового замку де Ла Рошжакленів. Вони прохали Анрі очолити їх у війні проти республіканської тиранії. Буквально за лічені дні де Ла Рошжаклен перетворився в одного з найуспішніших польових командирів народної війни. Безперечний авторитет серед вояків, який було завойовано особистою відвагою поєднувався в ньому з талантом природженого полководця. Повстанські з'єднання під його командуванням влились в склад королівської та католицької армії, які офіційно іменувались народне військо. Анрі отримав низку блискучих перемог, але в цілому сили були занадто нерівні. Повсталі селяни були вимушені в прямому розумінні цього слова битись з вилами проти гармат. Під час битви під Шоле військо повстанців було розбито, загинула більша частина керівного складу армії. В цих важких умовах Анрі де Ла Рошжаклен взяв на себе обов'язки верховного головнокомандувача. На той момент йому було 20 років. Як і раніше він особисто брав участь в боях надихаючи вояків особистим прикладом. Його неодноразово було поранено, постійно його життя знаходилось під загрозою. Він отримав низку славетних перемог, але в цілому для королівської та католицької армії настали чорні дні. Переважаючі сили республіканських військ розгорнули в районах охоплених народним повстанням прямий геноцид французів. Крупні з'єднання республіканських військ, які отримали прізвисько пекельних колон просувались вперед з єдиним завданням — фізично винищити якомога більше населення. Навіть за даними офіційних республіканських істориків, з 800 тисяч мешканців провінції Вандея, яка була епіцентром повстання було вбито 300 тисяч (ці данні є значно, можливо вдвічі заниженими). Командував геноцидом французького народу генерал Вестерман.
Особливо активну участь в каральних акціях проти повсталих французів брали звільнені революціонерами кольорові раби з колоній, деякі з них займали високі командні посади. В цих катастрофічних умовах головною метою повстанців став захист мирного населення.
28 січня 1794 року граф Анрі де Ла Рошжаклен загинув у нерівному бою з загоном карателів, захищаючи селянських жінок і дітей. Тіло легендарного героя національно-визвольної боротьби було таємно поховано і пролежало у втаємниченому місці біля 20-ти років. Після реставрації монархії його було перепоховано в родовому склепі.
Анрі де Ла Рошжаклен був людиною глибоко відданою своїм переконанням. Свій перший наказ повсталим селянам він сформулював у фразі, яка стала легендарною: «Якщо я наступаю — ідіть за мною, якщо я загину — помстіться за мене, якщо я зраджу — вбийте мене».
Крім якостей командира та воїна він відрізнявся надзвичайною фізичною силою та спритністю. Ззовні Анрі був надзвичайно гарним, настільки, що простодушні селяни порівнювали його з янголом, але витончена юнацька краса поєднувалась в ньому з підкресленою, навіть брутальною мужністю. Незважаючи на всі свої видатні якості та атмосферу справжнього преклоніння, якою оточували його віддані солдати, Анрі був надзвичайно скромною у спілкуванні та чуйною людиною. Це проявлялось як в стосунках з аристократами, так і з простими французами.
Юний Анрі втілив в собі найкращі духовні та фізичні риси європейської аристократії.